# Michael Roesen
Michael Roesen (* 1814 in Bonn; † 1835 in Düsseldorf) war ein deutscher Landschaftsmaler der Düsseldorfer Schule.

## Leben
Michael Roesen, möglicherweise mit dem Porzellan- und Stilllebenmaler Severin Roesen verwandt, studierte von 1832 bis 1835 Malerei an der Kunstakademie Düsseldorf. Dort war er Schüler der Landschafterklasse von Johann Wilhelm Schirmer. Außerdem ließ er sich 1835 in der Bauklasse von Karl Friedrich Schäffer unterweisen. Als Kunststudent gab er dem angehenden Maler Franz Wieschebrink privaten Unterricht. Johann Josef Scotti erwähnt außer einem Selbstporträt von 1834 vier Landschaftsbilder und Architekturansichten, die Roesen öffentlich ausstellte:
- Waldlandschaft (1834)
- Schloss Bentheim in Westfalen (1835)
- Die Kapelle an den Linden (1835)
- Westfälischer Bauernhof (1835)[7]